# Ткаченко, Павел Васильевич
Павел Васильевич Ткаченко (1906 год, Иркутск, Российская империя — дата смерти неизвестна) — советский партийный деятель, председатель колхоза имени Дзержинского Боградского района Хакасской автономной области. Герой Социалистического Труда (1957).

## Биография
Родился в 1906 году в рабочей семье в Иркутске. Позднее вместе с родителями переехал в Усть-Абаканский район Хакасской автономной области. После получения неполного среднего образования трудился в личном подсобном хозяйстве своей семьи, потом — рядовым колхозником в местном колхозе, бухгалтером зерносовхоза «Завьяловский» Новосибирской области, в тресте «Маслопром» Хакасской автономной области. Участвовал в Великой Отечественной войне. В 1943 году по состоянию здоровья демобилизовался и возвратился в Хакасию. С 1943 года — заведующий сельскохозяйственным отделом Боградского райисполкома.
В 1947 году по рекомендации Боградского райкома партии избран председателем отстающего колхоза имени Дзержинского Боградского района с центральной усадьбой в селе Знаменка. За короткое время вывел колхоз в число передовых сельскохозяйственных предприятий Хакасской автономной области. Указом Президиума Верховного Совета СССР от 11 января 1957 года «за особые заслуги в освоении целинных и залежных земель, успешное проведение уборки урожая и хлебозаготовок в 1956 году» удостоен звания Героя Социалистического Труда с вручением ордена Ленина и золотой медали Серп и Молот.
Неоднократно избирался депутатом местного районного Совета народных депутатов и членом Хакасского обкома КПСС.
Дата смерти не установлена.
Награды
- Герой Социалистического Труда
- Орден Ленина
- Медаль «За доблестный труд в Великой Отечественной войне 1941—1945 гг.»
- Медаль «За освоение целинных земель»